# Forensic Heroes
Forensic Heroes è una serie TV hongkonghese, andata in onda nel 2006

## Trama
La trama segue le vicende della vita privata e lavorativa degli investigatori forensi e degli agenti di polizia della polizia di Hong Kong.

## Personaggi e interpreti
- Bobby Au-Yeung è Ko Yin-Pok (Timothy): supervisore del laboratorio forense e marito di Koo Chak-Yiu.
- Frankie Lam è Koo Chak-Sum (Sam): patologo forense senior e scrittore di gialli.
- Yoyo Mung è Leung Siu-Yau (Nicole): Ispettore capo della polizia.
- Linda Chung è Lam Ding-Ding: sorella minore del tecnico forense Lam Pui-Pui.
- Raymond Cho è Sum Hung: sergente West DCS di Kowloon.
- Florence Kwok è Mok Suk-woon (Yvonne): responsabile delle prove scientifiche (SEO).
- Astrid Chan è Lam Pui-Pui: sorella maggiore di Lam Ding-Ding..
- Vivien Yeo è Ling Sum-Yi (Josie): Agente di polizia della West DCS di Kowloon.

Fanno parte del cast anche Johnson Lee e Fala Chen nel ruolo di Red e di Yung Wai, la sua fidanzata.